# Calès (Lot)
 Calès ist eine französische Gemeinde mit 165 Einwohnern (Stand 1. Januar 2022) im Département Lot in der Region Okzitanien Sie gehört zum Arrondissement Gourdon und Kanton Souillac.
Die Einwohner werden „Calésiens“ bzw. „Calésiennes“ genannt.

## Geographie
Die Gemeinde liegt in der Landschaft Bouriane östlich der Départementsstraße D820 zwischen Cahors (49 km südwestlich) und Souillac (15 km nördlich) und an der Départementsstraße D673. Calès liegt westlich des Flusses Ouysse.
Umgeben wird Calès von den Nachbargemeinden Lacave im Norden, Rocamadour im Osten, Couzou im Südosten, Reilhaguet im Südwesten, Payrac im Westen sowie Loupiac im Nordwesten.

## Bevölkerungsentwicklung
| Jahr      | 1962 | 1968 | 1975 | 1982 | 1990 | 1999 | 2004 | 2006 | 2009 | 2018 |
| Einwohner | 155  | 139  | 131  | 130  | 141  | 149  | 127  | 125  | 164  | 168  |